# Maytenus microphylla
Maytenus microphylla är en benvedsväxtart som beskrevs av Urb. Ekman och Loes. Maytenus microphylla ingår i släktet Maytenus och familjen Celastraceae. Inga underarter finns listade.